# Ionica Munteanu
Ionica Munteanu, née le 7 janvier 1979, est une handballeuse roumaine.

## Palmarès

### En sélection
championnats du monde
- troisième du championnat du monde 2015

autres
- vainqueur du championnat du monde junior en 1999
- vainqueur du championnat d'Europe junior en 1998[1]

### En club
compétitions internationales
- vainqueur de la coupe Challenge en 2006[2] (avec le Rulmentul Brașov)
- finaliste de la coupe des vainqueurs de coupe en 2008 (avec le Rulmentul Brașov)

compétitions nationales
- championne de Roumanie en 2006 (avec le Rulmentul Brașov)
- vainqueur de la coupe de Roumanie en 2006 (avec le Rulmentul Brașov)